# 兴化站
兴化站是位于江苏省兴化市合陈镇的一个铁路车站，邮政编码225700。车站建于2001年，有新长铁路经过该站，现仅办理货运业务，不办理客运业务，车站及其上下行区间未电气化。车站距离东台西站20公里，隶属上海铁路局，是四等站。
货运业务：办理整车、零担、集装箱货物发到；办理整车货物承运前保管；危险货物仅办理农药、化肥发到。